# Heavy Rotation (bài hát)
"Heavy Rotation" (ヘビーローテーション Hebī Rōtēshon) là đĩa đơn thứ 17 của nhóm nhạc thần tượng Nhật Bản AKB48, được phát hành vào ngày 18 tháng 8 năm 2010. Video được sản xuất bởi Mika Ninagawa. Tiêu đề bài hát chủ đề từ đĩa đơn này, được biết đến là "Hebirote" (ヘビロテ Hebīrōtē), trở thành một bản hit karaoke lớn và dẫn đầu bảng xếp hạng JOYSOUND trong 43 tuần liên tiếp.

## Tổng tuyển cử năm 2010
Đĩa đơn trước đó của nhóm, "Ponytail to Shushu", chứa các vé bầu cử để người mua sẽ bỏ phiếu cho một thành viên sẽ tham gia vào ca khúc chủ đề cho "Heavy Rotation". Người chiến thắng trong cuộc tổng tuyển cử năm 2010 của AKB48 là thành viên Yuko Oshima, người đảm nhiệm vị trí "center" cho đĩa đơn. Cô được hỗ trợ bởi Atsuko Maeda, Mariko Shinoda, Tomomi Itano và Mayu Watanabe. Oshima là người trên bìa Type B của đĩa đơn, trong khi ba thành viên xếp hạng tiếp theo trong cuộc bình chọn được giới thiệu trên trang bìa Type A.

## Danh sách bài hát
| Type A track list | Type A track list                                                                               | Type A track list            | Type A track list | Type A track list |
| STT               | Nhan đề                                                                                         | Sáng tác                     | Arranger          | Thời lượng        |
| ----------------- | ----------------------------------------------------------------------------------------------- | ---------------------------- | ----------------- | ----------------- |
| 1.                | "Heavy Rotation"                                                                                | Yasushi Akimoto, Yō Yamazaki | Yūsuke Tanaka     | 4:41              |
| 2.                | "Namida no Sea-Saw Game" (涙のシーソーゲーム "Sea-Saw Game of Tears," performed by Under Girls) | Akimoto, Toshiaki Matsumoto  | Ryōsuke Nakanishi | 4:43              |
| 3.                | "Yasai Sisters" (野菜シスターズ "Vegetable Sisters," performed by Yasai Sisters)                | Akimoto, Takao Yoshino       | Seiji Mutō        | 3:34              |
| 4.                | "Heavy Rotation (Karaoke Ver.)"                                                                 | Akimoto, Yamazaki            | Tanaka            | 4:40              |
| 5.                | "Namida no Sea-Saw Game (Karaoke Ver.)"                                                         | Akimoto, Matsumoto           | Nakanishi         | 4:43              |
| 6.                | "Yasai Sisters (Karaoke Ver.)"                                                                  | Akimoto, Yoshino             | Mutō              | 3:35              |
| Tổng thời lượng:  | Tổng thời lượng:                                                                                | Tổng thời lượng:             | Tổng thời lượng:  | 26:05             |

| Type B track list | Type B track list                          | Type B track list     | Type B track list    | Type B track list |
| STT               | Nhan đề                                    | Sáng tác              | Arranger             | Thời lượng        |
| ----------------- | ------------------------------------------ | --------------------- | -------------------- | ----------------- |
| 1.                | "Heavy Rotation"                           | Akimoto, Yamazaki     | Tanaka               | 4:41              |
| 2.                | "Namida no Sea-Saw Game"                   | Akimoto, Matsumoto    | Nakanishi            | 4:43              |
| 3.                | "Lucky Seven" (ラッキーセブン Rakkī Sebun) | Akimoto, Keiji Tanabe | Yūichi "Masa" Nonaka | 3:41              |
| 4.                | "Heavy Rotation (Karaoke Ver.)"            | Akimoto, Yamazaki     | Tanaka               | 4:40              |
| 5.                | "Namida no Sea-Saw Game (Karaoke Ver.)"    | Akimoto, Matsumoto    | Nakanishi            | 4:43              |
| 6.                | "Lucky Seven (Karaoke Ver.)"               | Akimoto, Tanabe       | Nonaka               | 3:43              |
| Tổng thời lượng:  | Tổng thời lượng:                           | Tổng thời lượng:      | Tổng thời lượng:     | 26:19             |

| Theatre version track list | Theatre version track list | Theatre version track list | Theatre version track list | Theatre version track list |
| STT                        | Nhan đề                    | Sáng tác                   | Arranger                   | Thời lượng                 |
| -------------------------- | -------------------------- | -------------------------- | -------------------------- | -------------------------- |
| 1.                         | "Heavy Rotation"           | Akimoto, Yamazaki          | Tanaka                     | 4:41                       |
| 2.                         | "Namida no Sea-Saw Game"   | Akimoto, Matsumoto         | Nakanishi                  | 4:43                       |
| 3.                         | "Yasai Sisters"            | Akimoto, Yoshino           | Mutō                       | 3:34                       |
| 4.                         | "Lucky Seven"              | Akimoto, Tanabe            | Nonaka                     | 3:40                       |
| Tổng thời lượng:           | Tổng thời lượng:           | Tổng thời lượng:           | Tổng thời lượng:           | 16:39                      |

## Phiên bản SNH48
"Heavy Rotation" (tiếng Trung: 无尽旋转, bính âm: Wújìn Xuánzhuǎn) đã được làm lại bằng tiếng Quan thoại cho nhóm chị em của AKB48 tại Trung Quốc, SNH48, là đĩa đơn đầu tay của nhóm; được phát hành vào ngày 13 tháng 6 năm 2013.

### Ra mắt
Đĩa đơn được phát hành với 2 phiên bản: Type Red và Type Blue. Nội dung trong Type Red và Type Blue giống nhau ngoại trừ ảnh bìa khác nhau của chúng. Mỗi CD bao gồm một vé sự kiện bắt tay, ảnh thành viên, ảnh nhóm và DVD với các video âm nhạc của 3 bài hát.
Phiên bản Collector đã được phát hành sau khi 2 phiên bản ban đầu được bán hết, và cũng được phát hành trong Type Red và Type Blue. Mỗi CD bao gồm một ảnh với 16 thành viên, nhưng không bao gồm DVD.

### Danh sách đĩa nhạc
| Track list       | Track list                                                                             | Track list                                                   | Track list           | Track list |
| STT              | Nhan đề                                                                                | Sáng tác                                                     | Arranger             | Thời lượng |
| ---------------- | -------------------------------------------------------------------------------------- | ------------------------------------------------------------ | -------------------- | ---------- |
| 1.               | "Heavy Rotation" (Chinese: 无尽旋转, Pinyin: Wújìn Xuánzhuǎn)                          | Gu Rui, Gou Qing (Chinese lyrics) Yō Yamazaki (Composer)     | Yūsuke Tanaka        | 4:47       |
| 2.               | "River" (Chinese: 激流之战, Pinyin: Jīliú Zhī Zhàn)                                    | Gu Rui, Gou Qing (Chinese lyrics) Yoshimasa Inoue (Composer) | Yoshimasa Inoue      | 4:48       |
| 3.               | "Let's Become Cherry Blossom Trees" (Chinese: 化作樱花树, Pinyin: Huà Zuò Yīnghuā Shù) | Gu Rui, Gou Qing (Chinese lyrics) Yoko Kensuke (Composer)    | Yūichi "Masa" Nonaka | 5:34       |
| 4.               | "Heavy Rotation (off vocal ver.)"                                                      | Yō Yamazaki (Composer)                                       | Yūsuke Tanaka        | 4:47       |
| 5.               | "River (off vocal ver.)"                                                               | Yoshimasa Inoue (Composer)                                   | Yoshimasa Inoue      | 4:48       |
| 6.               | "Let's Become Cherry Blossom Trees (off vocal ver.)"                                   | Yoko Kensuke (Composer)                                      | Yūichi "Masa" Nonaka | 5:34       |
| Tổng thời lượng: | Tổng thời lượng:                                                                       | Tổng thời lượng:                                             | Tổng thời lượng:     | 30:15      |

## Phiên bản JKT48
Heavy Rotation là album phát hành đầu tiên của nhóm nhạc thần tượng Indonesia, JKT48, vào ngày 16 tháng 2 năm 2013 dưới nhãn hiệu Records Records, được phân phối bởi PT Sony Music Indonesia Tbk. Các bài hát được dịch sang tiếng Indonesia từ các đĩa đơn của AKB48 & SKE48.

### Ra mắt
Heavy Rotation được phát hành vào ngày 16 tháng 2 năm 2013 với hai phiên bản: Type A và Type B. Type A có CD và DVD. Trong khi Type B chỉ có CD. Các tính năng bổ sung của album Type A bao gồm ảnh gốc, vé bắt tay và thẻ đặc biệt để quảng cáo CD. Album Type-B có một thẻ đặc biệt từ quảng cáo CD đặc biệt và "thẻ janken".

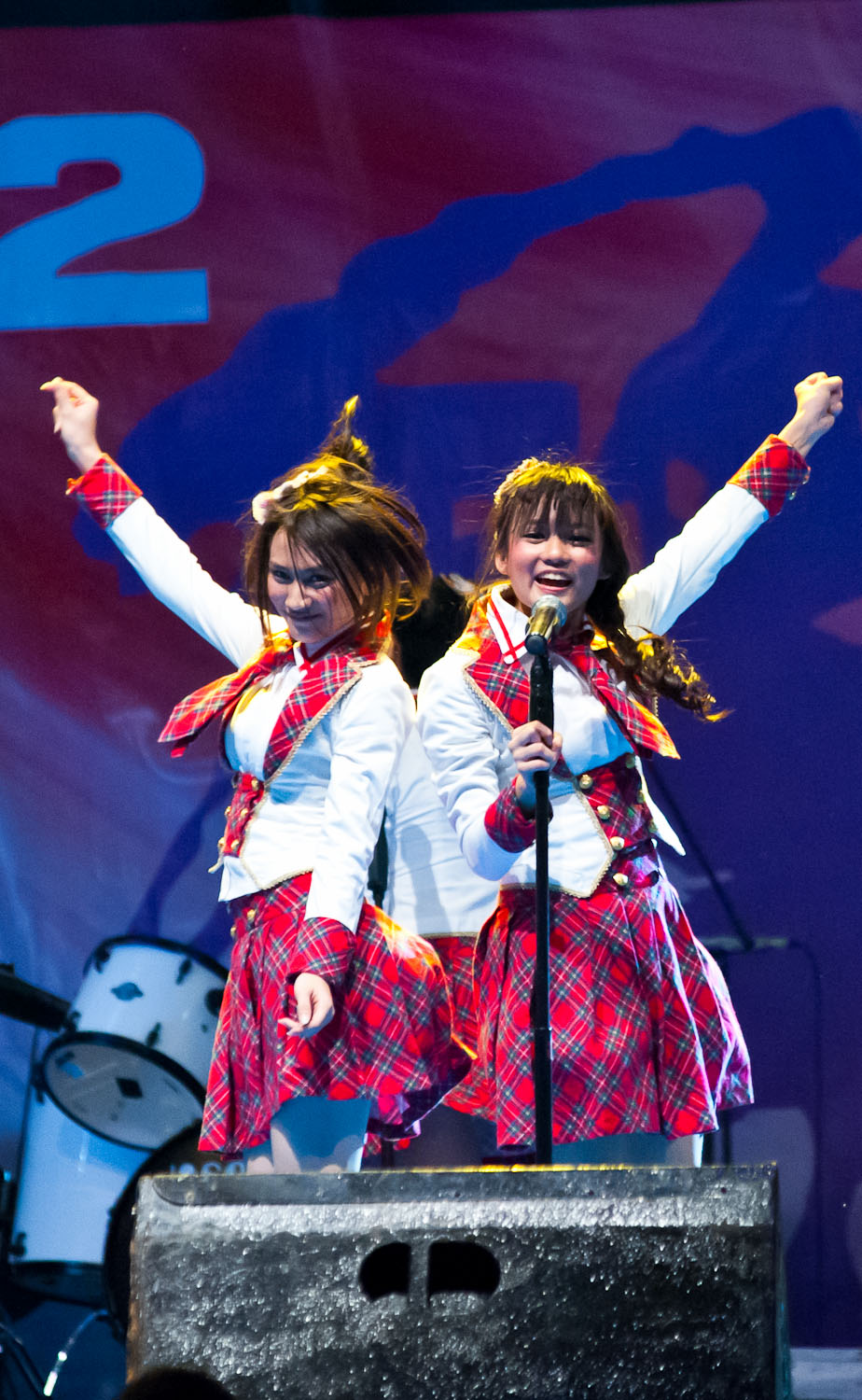
Các thành viên JKT48 thế hệ đầu tiên Melody Nurramdhani Laksani và Stella Cornelia Winarto biểu diễn "Heavy Rotation" tại Jak – Japan Matsuri 2012.

### Danh sách đĩa nhạc
| CD  | CD                                                   | CD         |
| STT | Nhan đề                                              | Thời lượng |
| --- | ---------------------------------------------------- | ---------- |
| 1.  | "Heavy Rotation"                                     |            |
| 2.  | "Kimi no Koto ga Suki Dakara -Karena Kusuka Dirimu-" |            |
| 3.  | "Ponytail to Chou-chou -Ponytail dan Shu-shu-"       |            |
| 4.  | "Baby! Baby! Baby!"                                  |            |
| 5.  | "Shonichi -Hari Pertama-"                            |            |
| 6.  | "Wasshoi J!"                                         |            |
| 7.  | "Oogoe Diamond -Teriakan Berlian-"                   |            |
| 8.  | "Gomenne, Summer -Maafkan, Summer-"                  |            |
| 9.  | "Namida Surprise! -Air Mata Surprise!-"              |            |
| 10. | "Hikoukigumo -Jejak Awan Pesawat-"                   |            |

| Type-A DVD | Type-A DVD                                | Type-A DVD |
| STT        | Nhan đề                                   | Thời lượng |
| ---------- | ----------------------------------------- | ---------- |
| 1.         | "Heavy Rotation Music Video"              |            |
| 2.         | "Memories – Looking Back on the 1st Year" |            |

## Phiên bản AKB48 Team SH
Heavy Rotation là một bài hát coupling từ EP đầu tiên của AKB48 Team SH - Shonichi, nó cũng nằm trong album đầu tay của nhóm, 365nichi no Sustainable.

## Phiên bản SGO48
Heavy Rotation là đĩa đơn được phát hành đầu tiên của nhóm nhạc thần tượng Việt Nam SGO48, vào ngày 1 tháng 8 năm 2019 thuộc YAG Entertainment. Các bài hát được dịch sang tiếng Việt từ các đĩa đơn của AKB48.

### Danh sách đĩa nhạc
| Danh sách bài hát | Danh sách bài hát             | Danh sách bài hát                                  | Danh sách bài hát               | Danh sách bài hát |
| STT               | Nhan đề                       | Sáng tác                                           | Arranger                        | Thời lượng        |
| ----------------- | ----------------------------- | -------------------------------------------------- | ------------------------------- | ----------------- |
| 1.                | "Heavy Rotation"              | Huy Tuấn (Lời Việt) Yō Yamazaki (Sáng tác)         | Tanaka Yusuke                   | 4:35              |
| 2.                | "Shonichi" (Ngày đầu tiên)    | Nguyễn Văn Chung (Lời Việt) Okada Mio (Sáng tác)   | Ichikawa Yuichi                 | 3:45              |
| 3.                | "Aitakatta" (Lời từ lòng tôi) | Nguyễn Quốc Cường (Lời Việt) BOUNCEBACK (Sáng tác) | Taguchi Tomonori, Inatome Haruo | 3:34              |
| 4.                | "SGO48"                       | Huy Tuấn (Lời Việt) Watanabe Miki (Sáng tác)       | Takanashi Yasuharu              | 3:54              |
| Tổng thời lượng:  | Tổng thời lượng:              | Tổng thời lượng:                                   | Tổng thời lượng:                | 15:48             |

## Phiên bản BNK48
Heavy Rotation là đĩa đơn thứ 9 của BNK48, được phát hành với các thành viên của nhóm thông qua kết quả của cuộc tổng tuyển cử lần 2 của BNK48. Các bài hát được dịch sang tiếng Thái từ các đĩa đơn của AKB48 và HKT48.
| Danh sách bài hát | Danh sách bài hát                   | Danh sách bài hát                                                           | Danh sách bài hát    | Danh sách bài hát |
| STT               | Nhan đề                             | Sáng tác                                                                    | Arranger             | Thời lượng        |
| ----------------- | ----------------------------------- | --------------------------------------------------------------------------- | -------------------- | ----------------- |
| 1.                | "Heavy Rotation"                    | Pongchuk Pissathanporn, Tanupop Notayanont (Lời Thái) Yō Yamazaki(Sáng tác) | Tanaka Yusuke        | 4:35              |
| 2.                | "Hashire! Penguin" (วิ่งไปสิ...เพนกวิน) | Prapop Chomthaworn(Lời Thái) Oda Tetsuro(Sáng tác)                          | Nonaka "Masa" Yuichi | 3:55              |
| 3.                | "Wink wa Sankai" (วิ้งค์ 3 ครั้ง)        | Krittikorn Pornsatit(Lời Thái) truly truth(Sáng tác)                        | Nonaka "Masa" Yuichi | 4:09              |
| Tổng thời lượng:  | Tổng thời lượng:                    | Tổng thời lượng:                                                            | Tổng thời lượng:     | 12:39             |